# Tepelný komfort
Tepelný komfort, tepelné pohodlí, nebo tepelná pohoda je pocit, který člověk vnímá při pobytu v daném prostředí. Jelikož člověk při různých činnostech produkuje teplo, tak musí být zajištěn odvod člověkem produkovaného tepla do prostoru tak, aby nedošlo k výraznému zvýšení teploty těla. Na druhé straně odvod tepla nesmí být tak intenzívní, aby nedošlo k výraznému snížení teploty těla. Člověk by tedy neměl cítit v daném prostředí ani pocit nepříjemného chladu, ani nepříjemného tepla.

## Faktory které ovlivňují podmínky pro dosažení tepelného komfortu
- subjektivní – jsou závislé na vlastnostech člověka (tělesný a psychický stav, věk, schopnost aklimatizace atd.)
- objektivní – čtyři veličiny, které jsou měřitelné a ovlivnitelné technickými prostředky, kterými jsou:
  - teplota vzduchu
  - vlhkost vzduchu
  - rychlost proudění vzduchu
  - teplota okolních stěn či předmětů

Aby se tepelná pohoda mohla objektivně určovat, je legislativně dáno, například vyhláškou č.194/2007, že se v obytných budovách měří teplota tzv. kulovým teploměrem uprostřed místnosti ve výši jednoho metru nad podlahou. Tepelná pohoda je v takovém případě nepominutelným objektivním faktorem, který musí být zohledňován projektanty a architekty při návrzích budov.